# 貝澤利亞 (喬治亞州)
貝澤利亞（英語：Berzelia）是位於美國喬治亞州哥倫比亞縣的一個非建制地區。該地的面積和人口皆未知。

## 地理
貝澤利亞的座標為33°24′25″N 82°15′05″W / 33.40694°N 82.25139°W，而該地的平均海拔高度為150米（即492英尺）。